# 469748 Volnay
469748 Volnay è un asteroide della fascia principale. Scoperto nel 2005, presenta un'orbita caratterizzata da un semiasse maggiore pari a 2,3950501 au e da un'eccentricità di 0,2293995, inclinata di 0,34314° rispetto all'eclittica.